# Yamaha PSR

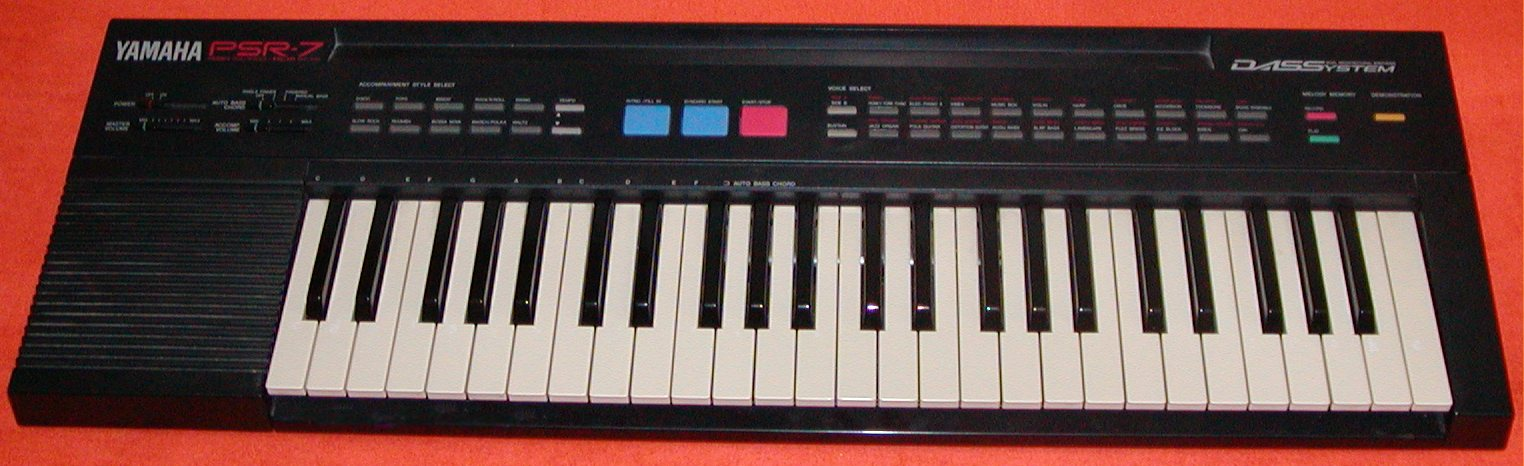
PSR-7, eines der frühen Modelle mit einem Lautsprecher

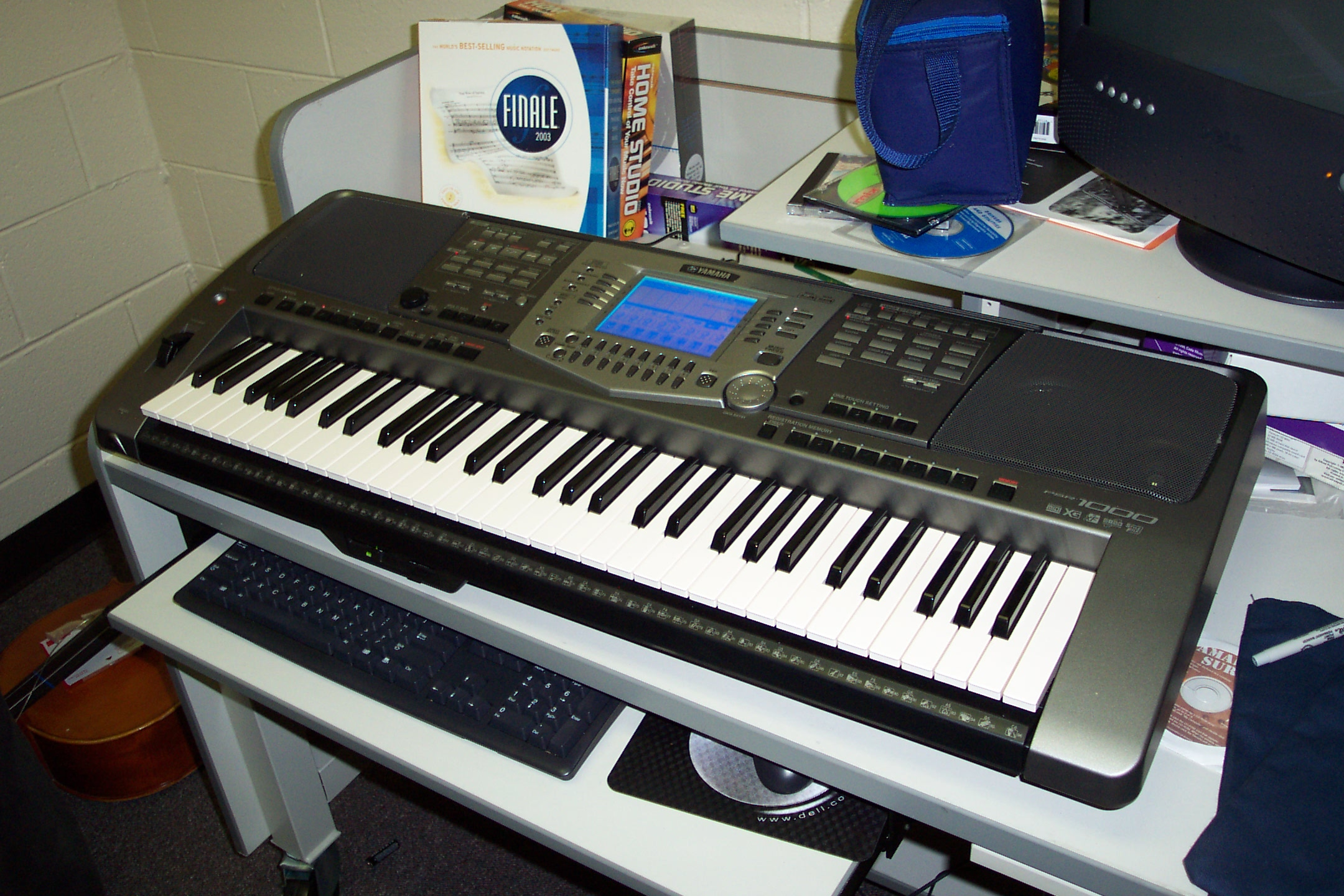
Das PSR-1000, das erste Keyboard, bei dem Yamaha die 4-stellige Nummerierung einführte

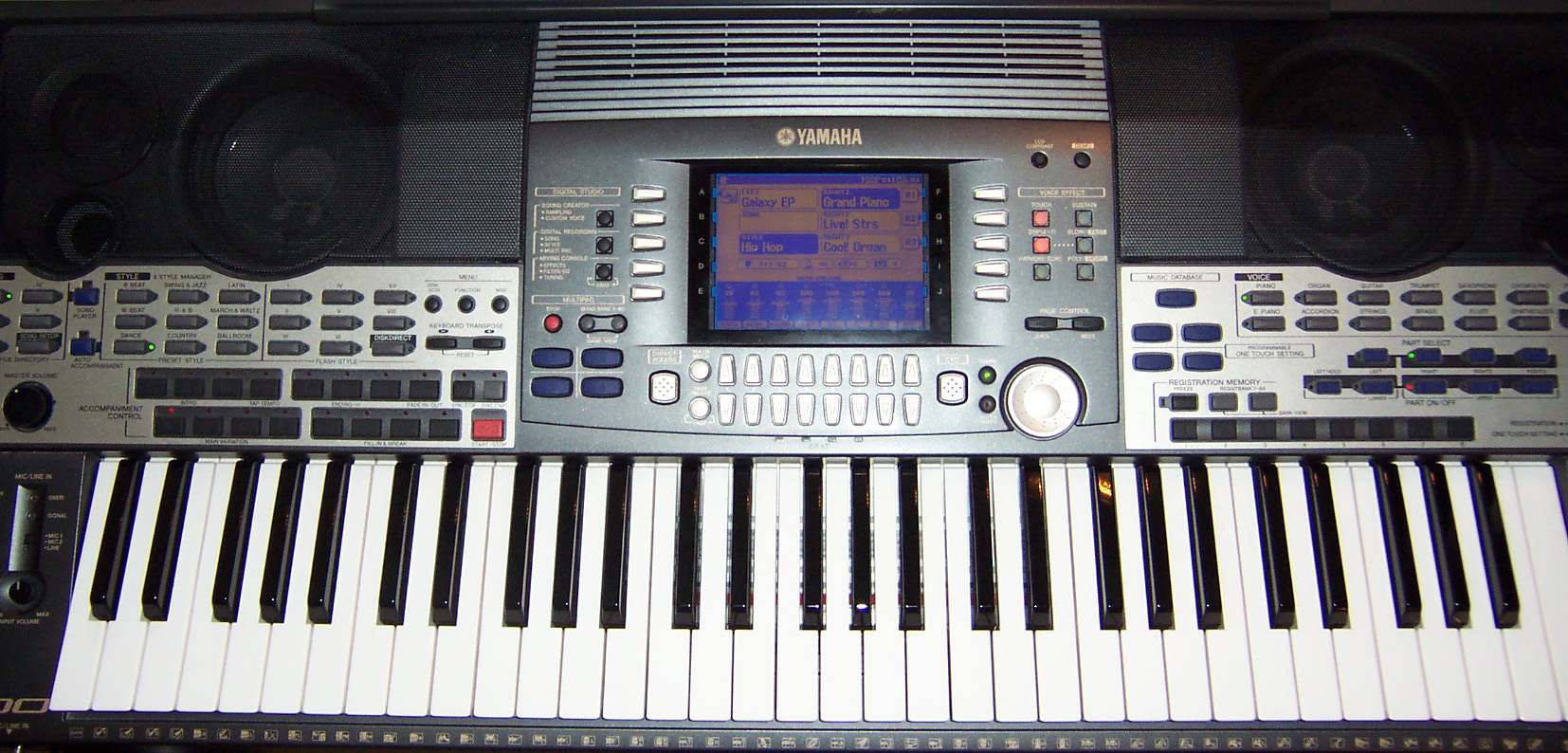
PSR-9000, das Höchste in der PSR-Serie

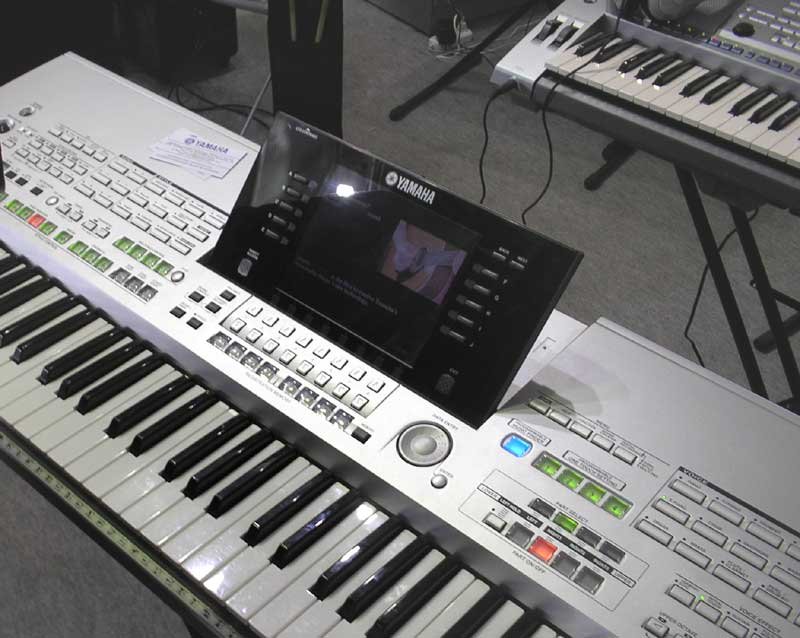
Yamaha Tyros (erste Version)

Yamaha PSR („PortaSound Regular“) ist eine 1984 lancierte Serie von Entertainment-Keyboards der japanischen Firma Yamaha Corporation. Die Palette reicht vom Einsteigermodell bis hin zum High-End-Produkt für den professionellen Gebrauch.

## Geschichte
Die PSR-Serie ist eine Weiterentwicklung der PS (PortaSound)-Serie.
Nachdem mit General MIDI ein herstellerübergreifender Standard für die Datenübertragung entwickelt wurde, brachte Yamaha den abwärtskompatiblen XG-Standard heraus, der nun 618 verschiedene Instrumente definieren konnte.
Bei den Anschlüssen wurden lange Zeit neben MIDI- und Klinkenanschluss für Kopfhörer musikspezifische Anliegen bedient. Das Mitte der 1990er Jahre vermehrt in die mittleren und gehobenen Modelle integrierte 3,5'-Diskettenlaufwerk wird heute durch Anschlüsse auf der Basis von USB und Ethernet ersetzt.
Das Display wurde mehrfach grundlegend umkonzipiert. Gab es in den ersten Serien überhaupt keine Anzeigen, folgten später einfache Zahlenanzeigen für die Stimme und Rhythmus. Später kamen LC-Displays hinzu, die zunächst mit festgelegten Symbolen und Zeichen Informationen übermittelten. Mit dem PSR-320 wurde erstmals ein interaktives Display eingeführt, welches je nach Auswahl verschiedene Einstellungen auf Textebene ermöglichte. Waren diese Displays zunächst monochrom, sind sie nun farbig und am Beispiel des PSR-S900 in QVGA-Auflösung mit PAL/NTSC-Ausgang.
Die PSR-Keyboards basieren heute auf der digitalen Samplingtechnologie. Nach den Keyboards der 7000er, 8000er und 9000er Serie geriet Yamaha mit seiner Entwicklung gegenüber anderen Herstellern ins Hintertreffen. Um den Absatz von Keyboards in der oberen Preisklasse wieder zu stärken, setzte man bei der Tyros-Serie auf die Mega-Voice-Technologie. Hierbei sollten neben den Klängen auch Spielgeräusche (wie beispielsweise das Anschlagen einer Gitarrensaite) mit implementiert werden. Aufgrund der Komplexität dieses Vorhabens konnte jedoch in der ersten Tyros-Version diese nur für aufwändige Begleitrhythmen verwendet werden, als Spielstimme war dies erst mit den Super-Articulation-Voice des Tyros 2 möglich. Die vierte Generation des Tyros kam im Jahr 2010 auf den Markt. Seit November 2013 ist das neue Modell Tyros 5 zu haben.

## Modelle und Ausstattung
Alle Modelle der PSR-Serie verfügen heute standardmäßig über zahlreiche Instrumentenklänge (Voices), Begleitrhythmen (Styles) und einen Sequenzer-Bereich (Songs). Mit wenigen Ausnahmen besitzen alle Keyboards eingebaute Lautsprecher. Die weiteren Ausstattungsmerkmale variieren sehr stark, da die gesamte Produktepalette von einfachen Keyboards mit nur 4-stimmiger Polyphonie bis hin zu kompletten Arrangern mit integrierten Gesangs-Modulationen reicht.
Eine Besonderheit bilden Richtung Synthesizer gehende Groove-Keyboard DJX PSR-D1 und seine Nachfolger der MONTAGE-Reihe.
Aktuelle (Nov. 2022) PSR-Modelle sind:
Digital Workstations:
- PSR-SX900, -SX700, -SX600 → (Profis) Die Topmodelle von Yamaha, die unterhalb des „Flaggschiffs“ Genos angesiedelt sind. Sie eignen sich für professionelle Anwendungen. 600 steht für das Einsteigermodell in dieser Klasse. Für „Stage-Pianos“ greift der Profi aber evtl. eher zur YC- oder CP-Serie...
- PSR-A5000 → (Profis) Von der Ausstattung und Sounderzeugung vergleichbar mit der SX-Reihe, aber vor allem für orientalische Musik optimiert.

Portable Keyboards:
- PSR-EW425 und -EW310 → (Fortgeschrittene Spieler und Profis) Die „EW“-Modelle haben 76 Tasten; der Anschlag ist dynamisch (also je nach Stärke des Anschlags ändert sich die Lautstärke).
- PSR-E473, -E373, -E273, -E360 → (Anfänger bis fortgeschrittene Spieler) Die „E“-Modelle verfügen über 61 Tasten, auch hier ist der Anschlag bei den höherpreisigen Modellen dynamisch. Die Hunderter-Ziffer verweist in der Regel auf die Ausstattung (E473 ist das derzeitige Topmodell in dieser Reihe für fortgeschrittene Spieler, E273 das Modell für Anfänger), während die Zehner- und Einer-Ziffer ungefähr auf die Version verweist. So ist das E360-Modell etwas älter als das E373-Modell (dessen direkter Vorgänger das E363-Modell war). Es gibt hier durchaus erhebliche Unterschiede zwischen den Modellen bei Preis, Ausstattung, Sound- und Spielqualität. Details würden aber diesen Artikel an dieser Stelle jedoch sprengen.
- PSR-F52, -A350 → Einsteigermodelle, die „A“-Version ist hierbei für orientalische Musik optimiert.